# 安德蕾亞·司塔卡

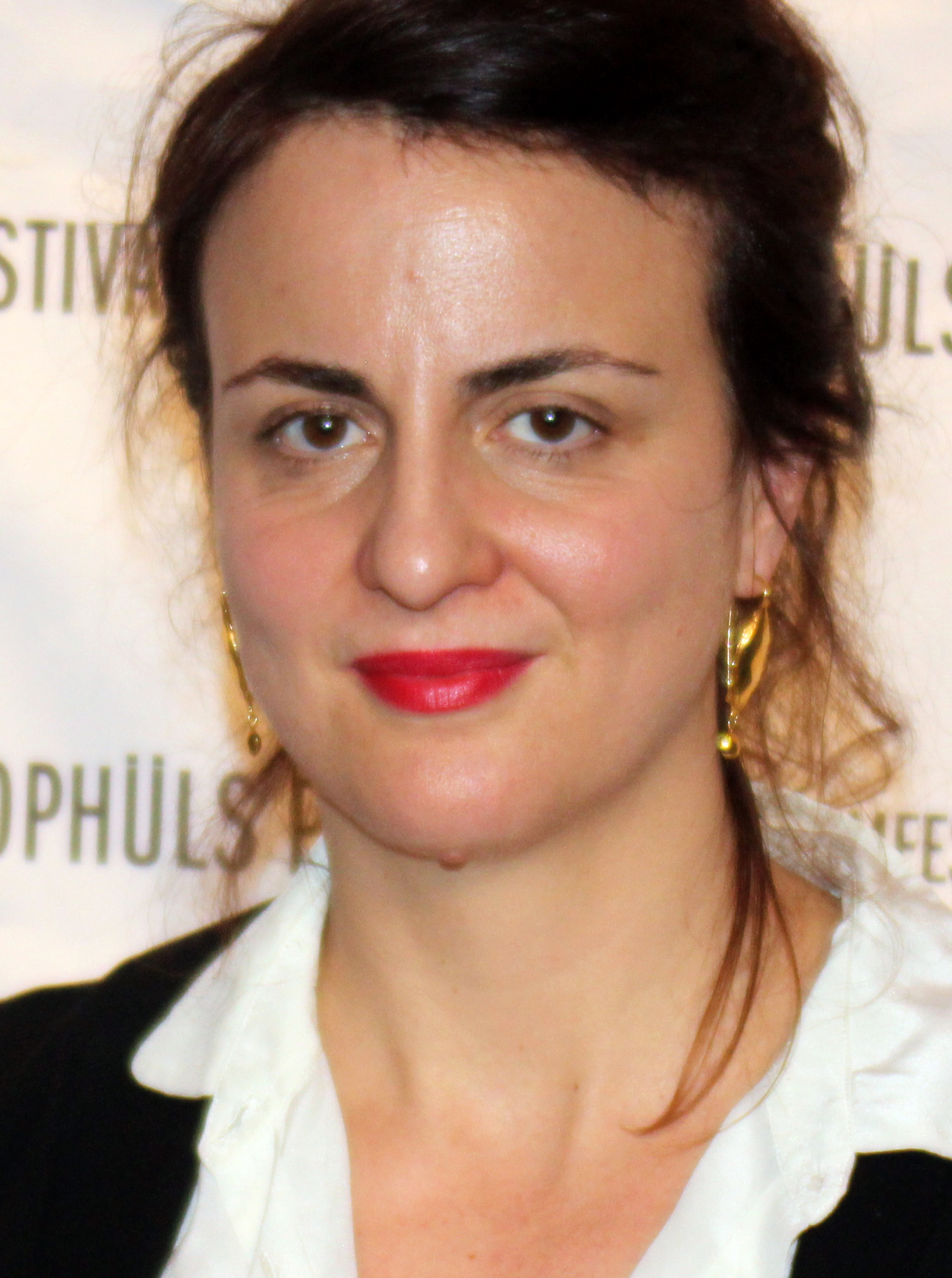
安德蕾亞·司塔卡

安德蕾亞·司塔卡（Andrea Štaka，1973年—），生於瑞士琉森，瑞士電影導演。現居美國紐約跟瑞士蘇黎世

2006年執導的第一部劇情長片《三十而麗》就獲得瑞士盧卡諾影展最佳影片金豹獎。

## 作品年表

### 劇情長片
- 2006年 : Das Fräulein《三十而麗》

### 紀錄片
- 2000年 : Yugodiva《南斯拉夫女伶》

### 短片
- 1998年 : Hotel Belgrad《貝爾格萊德飯店》